# Funcor-Munguia
El equipo Funcor-Munguia fue un equipo ciclista español que compitió entre 1961 y 1962.

## Principales resultados
- 1 etapa a la Volta a Cataluña: Juan María Uribezubia (1961)
- Vuelta a La Rioja: Carlos Echeverría (1962)
- Clásica de Ordizia: Sebastián Elorza (1962)
- 1 etapa a la Volta a Cataluña: Valentín Uriona (1962)

### A las grandes vueltas
- Vuelta a España
  - 0 participaciones
  - 0 victoria de etapa:
  - 0 clasificación final:
  - 0 clasificaciones secundarias:

- Tour de Francia
  - 0 participaciones
  - 0 victorias de etapa:
  - 0 clasificación final:
  - 0 clasificaciones secundarias:

- Giro de Italia
  - 0 participaciones
  - 0 victoria de etapa:
  - 0 clasificación final:
  - 0 clasificaciones secundarias: